# Criação da Checoslováquia
A criação da Checoslováquia em 1918 foi o ápice de uma longa luta dos checos contra seus governantes austríacos e dos eslovacos contra a Magiarização de seus governantes húngaros.
A Checoslováquia foi fundada em outubro de 1918, como um dos estados sucessores do Império Austro-Húngaro, no final da Primeira Guerra Mundial e como parte do Tratado de Versalhes. Consistia nos territórios atuais da República Checa, Eslováquia e Transcarpátia. Seu território incluía algumas das regiões mais industrializadas da antiga Áustria-Hungria.

## Antecedentes

### Final doséculo XIXe início do XX
No final do século XIX, as situações checa e eslovaca eram muito diferentes devido as suas fases de diferentes níveis de desenvolvimento no interior da Áustria-Hungria (os austríacos na Boêmia, os húngaros na Eslováquia). O estado da Boêmia era a parte mais industrializada da Áustria, enquanto a Eslováquia, que fazia parte da Hungria, era uma região subdesenvolvida agrária. As condições eram muito melhores para o desenvolvimento de um movimento nacional de massas nas terras tchecas que, na Eslováquia:
- Na Boêmia, uma pujante revolução industrial transformou uma nação de camponeses em uma sociedade diferenciada que inclui trabalhadores industriais, uma classe média e os intelectuais. Sob a influência do iluminismo e do romantismo, o renascimento nacional checo levou à criação do Museu Nacional de Praga em 1818 e do Teatro Nacional de Praga em 1881. Além disso, alguns checos faziam reivindicações políticas que incluíam a reconstituição de um autônomo Reino da Boêmia. As conquistas culturais e políticas checas foram vigorosamente contestadas pelos alemães da Boêmia, que temiam perder sua posição privilegiada. Na véspera da Primeira Guerra Mundial, o líder checo Tomáš Masaryk começou propagar a ideia da Checoslováquia, a saber, reunião dos checos e dos eslovacos em uma entidade política.
- Os eslovacos, por outro lado, não tinham um fórum para a expressão política na Hungria, e seu renascimento nacional foi menos acentuado. A Eslováquia não era industrializada até o final do século XIX, ou seja, a população eslovaca permaneceu na maior parte rural liderada por um pequeno grupo de intelectuais. Após a criação da monarquia dual austro-húngara em 1867, um forte ressurgimento iniciou-se na Hungria, reprimindo severamente a do povo eslovaco. Na véspera da Primeira Guerra Mundial, os eslovacos foram lutar para preservar sua identidade nacional recentemente encontrada.

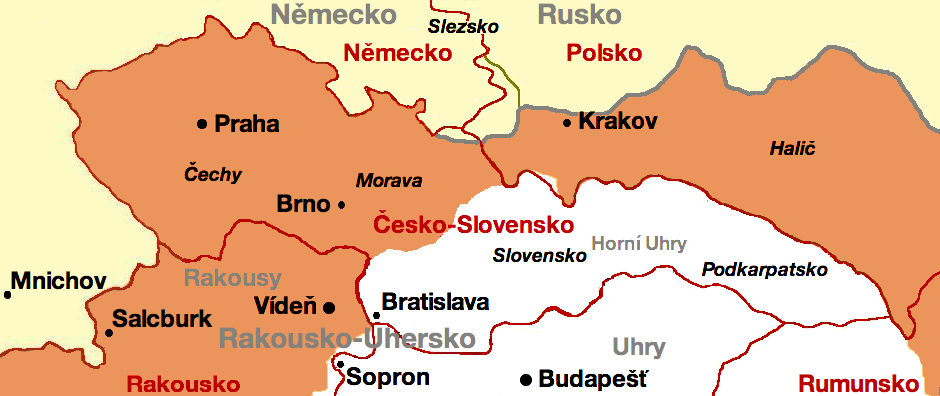
Situação da região: em laranja os domínios da Áustria e em branco os domínios da Hungria

Na virada do século, a ideia de uma entidade "Tcheco-Eslováquia" começou a ser defendida por alguns dirigentes checos e eslovacos. Na década de 1890, os contatos entre intelectuais checos e eslovacos se intensificaram. O líder checo Masaryk era um defensor da cooperação para a União Checa e Eslovaca. Alguns de seus alunos formaram a União Checoslovaca e em 1898 publicaram o jornal Hlas ("A Voz"). Na Eslováquia, os jovens intelectuais começaram a desafiar o antigo Partido Nacional Eslovaco. Mas, embora os movimentos nacionais checos e eslovacos começaram a se desenhar, a aproximação seus objetivos finais ainda não era clara. Pelo menos até a Primeira Guerra Mundial, os movimentos nacionais de ambos lutaram pela autonomia da Áustria e Hungria, respectivamente. Assim, apesar das diferenças culturais, os eslovacos partilhavam com os checos aspirações semelhantes para a independência do Estado dos Habsburgos e voluntariamente uniram-se com os tchecos . Somente durante a guerra, surgiu a ideia do surgimento de um Estado independente da Checoslováquia.

### Primeira Guerra Mundial (1914-1918)
Com a eclosão da Primeira Guerra Mundial, os checos e eslovacos mostraram pouco entusiasmo para lutar por seus respectivos inimigos, os alemães e os húngaros, contra seus companheiros eslavos, os russos e os sérvios. Um grande número de checos e eslovacos desertaram na Frente Russa e formaram a Legião Checoslovaca, organizada por Milan Rastislav Štefánik (um astrônomo eslovaco, general do exército francês e um herói de guerra). Masaryk foi para a Europa Ocidental e começou a propagar a ideia de que o Império Austro-Húngaro deveria ser desmembrado e que a Checoslováquia deveria ser um estado independente. Em 1916, juntamente com Edvard Benes e Milan Rastislav Štefánik, Masaryk criou o Conselho Nacional da Checoslováquia. Masaryk nos Estados Unidos, Štefánik na França, e Benes na França e na Grã-Bretanha, em seguida, trabalharam para ganhar o reconhecimento dos Aliados. Quando as negociações secretas entre os Aliados e o imperador austríaco Carlos I entraram em colapso, os Aliados reconheceram o Conselho Nacional da Checoslováquia, no verão de 1918 como o órgão supremo de um futuro governo checoslovaco.

A Primeira República da Checoslováquia

Em 31 de maio de 1918, representantes checos e eslovacos, nos Estados Unidos assinaram o Acordo de Pittsburgh endossando um plano de um Estado unificado Tcheco-Eslovaco em que a Eslováquia teria seu próprio parlamento. No início de outubro de 1918, a Alemanha e a Áustria propõe negociações de paz. Ao passo que, em 18 de outubro, nos Estados Unidos, Masaryk emitia uma declaração de independência checoslovaca. Masaryk insistiu que o novo estado Checoslovaco deveria incluir o histórico Reino da Boêmia, contendo a fronteira povoadas por alemães. Em 21 de outubro, no entanto, os deputados alemães da Boêmia se juntaram a outros deputados alemães e austríacos no parlamento austríaco em declarar um Estado independente germano-austríaco. Após a abdicação de Carlos I em 11 de novembro, as tropas checas assumiram o controle da fronteira.
A Hungria retirou-se do Império dos Habsburgos em 1 de novembro. O novo governo liberal-democrático da Hungria sob o Conde Mihály Károlyi tentou manter a Eslováquia. Com a aprovação dos Aliados, os checos ocupam a Eslováquia, e os húngaros são forçados a se retirar. Os checos e os Aliados acordaram sobre os rios Danúbio e Ipeľ como a fronteira entre a Hungria e a Eslováquia, com uma grande minoria húngara, ocupando a planície fértil do rio Danúbio, seria incluída no novo estado.

## Independência

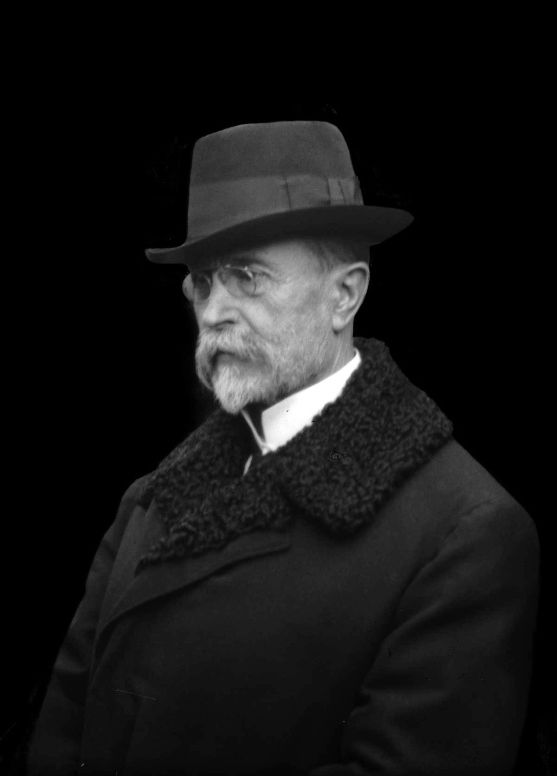
Tomáš Masaryk, primeiro presidente da Checoslováquia

A declaração de independência da Checoslováquia foi publicada pelo Conselho Nacional da Checoslováquia, assinado por Masaryk, Štefánik e Benes em 18 de outubro de 1918 em Paris, e proclamada em 28 de outubro em Praga. No final da Primeira Guerra Mundial que levou ao colapso do Império Austro-Húngaro, vários grupos étnicos e territórios com as diferentes tradições históricas, políticas e econômicas foram misturadas com as estruturas do novo Estado. Em face de tais obstáculos, a criação da democracia checoslovaca era de fato um triunfo.
A autoridade inicial dentro da Checoslováquia foi assumida pela recém-criada Assembléia Nacional em 14 de novembro de 1918. Devido as demarcações territoriais serem incertas e as eleições impossíveis, a medida provisória da Assembléia Nacional foi constituída com base nas eleições de 1911 para o parlamento austríaco, com a adição de cinquenta e quatro representantes da Eslováquia. As minorias nacionais não estavam representadas. Os húngaros permaneceram leais à Hungria, e em 12 de novembro de 1918, os alemães étnicos do antigo Império declararam a República de curta duração, a Áustria Alemã, com a intenção de unificar a Alemanha, com base no princípio de autodeterminação do presidente dos Estados Unidos Woodrow Wilson. A Assembléia Nacional elegeu Tomáš Garrigue Masaryk como seu primeiro presidente, escolheu um governo provisório presidido por Karel Kramář, e elaborou uma Constituição provisória.

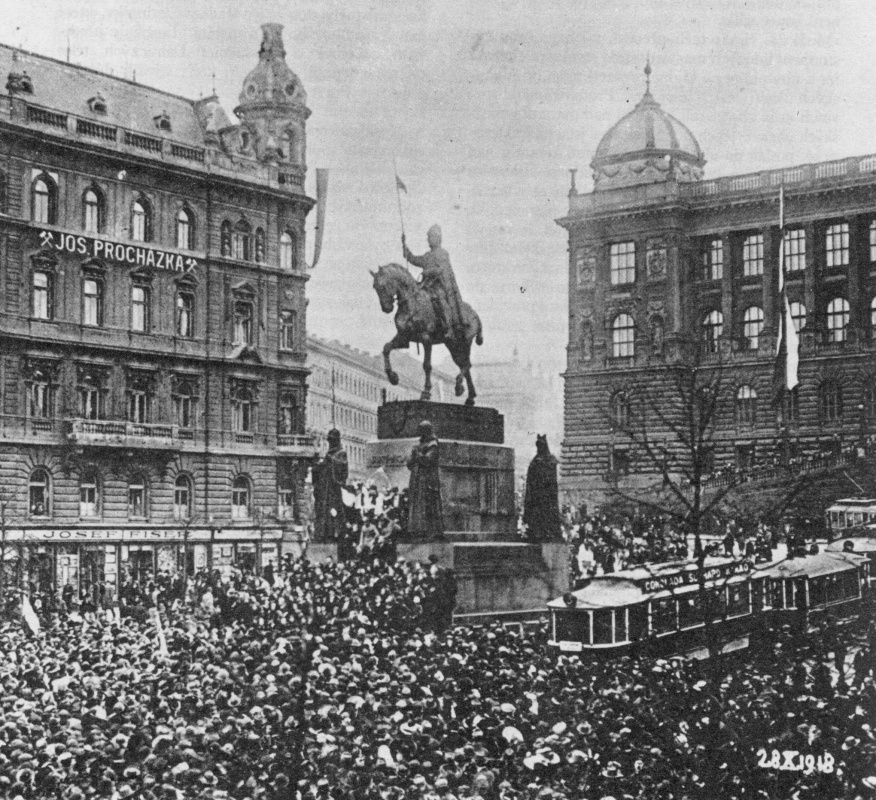
Manifestação na Praça de São Venceslau (Praga), no dia da proclamação da independência em 18 de outubro de 1918.

A Conferência de Paz de Paris foi convocada em janeiro de 1919. A delegação checa foi chefiada por Kramář e Benes, premier e ministro das Relações Exteriores, respectivamente, do governo provisório da Checoslováquia. A Conferência aprovou a criação da República da Checoslováquia, a englobar o histórico Reino da Boêmia (incluindo a Boêmia, Morávia e Silésia), Eslováquia e Zacarpátia. A inclusão da Rutênia proporcionou uma fronteira comum com a Romênia, um importante aliado contra a Hungria. 
O Tratado de Saint-Germain-en-Laye, assinado em setembro de 1919 reconheceu formalmente a nova república. A Rutênia foi posteriormente adicionada às Terras Checas e Eslováquia pelo Tratado de Trianon (Junho de 1920). 
Em janeiro de 1920, o exército tchecoslovaco rompeu acordos anteriores com a Polônia, cruzou a linha de demarcação e pela força das armas ocupou Zaolzie, onde uma maioria de 60% da população era polaca, contra 25% de checos. Depois de breve combate que terminou numa trégua em que a Checoslováquia ocupou áreas a oeste do rio Olza. A reivindicação checa de Lusácia, que tinha sido parte do Reino da Boêmia até a Guerra dos Trinta Anos, foi rejeitada. Em 10 de setembro de 1919, a Checoslováquia assinou o Tratado das Minorias, colocando suas minorias étnicas, sob a proteção da Liga das Nações.
O novo Estado, assim, era caracterizado por problemas com a sua diversidade étnica, histórias separadas e tradições religiosas, culturais e sociais extremamente diferentes dos checos e eslovacos. Os alemães e magiares (húngaros) da Checoslováquia protestavam abertamente contra os assentamentos territoriais.

Mapa linguístico da Checoslováquia em 1930

| Nacionalidades da Checoslováquia em 1921 | Nacionalidades da Checoslováquia em 1921 | Nacionalidades da Checoslováquia em 1921 |
| População total                          | 13,607.385                               |                                          |
| ---------------------------------------- | ---------------------------------------- | ---------------------------------------- |
| Tchecoslovacos                           | 8,759.701                                | 64.37 %                                  |
| Alemães                                  | 3,123.305                                | 22.95 %                                  |
| Húngaros                                 | 744.621                                  | 5.47 %                                   |
| Rutenos                                  | 461.449                                  | 3.39 %                                   |
| Judeus                                   | 180.534                                  | 1.33 %                                   |
| Poloneses                                | 75.852                                   | 0.56 %                                   |
| Outros                                   | 23.139                                   | 0.17 %                                   |
| Estrangeiros                             | 238.784                                  | 1.75 %                                   |
|                                          |                                          |                                          |